# العلاقات التايلندية الليبية
العلاقات التايلندية الليبية هي العلاقات الثنائية التي تجمع بين تايلاند وليبيا.

## مقارنة بين البلدين
هذه مقارنة عامة ومرجعية للدولتين:
| وجه المقارنة                                              | تايلاند          | ليبيا                                       |
| --------------------------------------------------------- | ---------------- | ------------------------------------------- |
| المساحة (كم2)                                             | 513.120 ألف      | 1.76 مليون                                  |
| عدد السكان (نسمة)                                         | 69.65 مليون      | 6.37 مليون                                  |
| الكثافة السكانية (ن./كم²)                                 | 135              | 3.62                                        |
| العاصمة                                                   | بانكوك           | طرابلس                                      |
| اللغة الرسمية                                             | اللغة التايلندية | اللغة العربية، اللغة العربية الفصحى الحديثة |
| العملة                                                    | بات تايلاندي     | دينار ليبي                                  |
| الناتج المحلي الإجمالي (بليون دولار)                      | 512.193 مليار    | 50.98 مليار                                 |
| الناتج المحلي الإجمالي (تعادل القوة الشرائية) بليون دولار | 1.578 تريليون    | 69.32 مليار                                 |
| الناتج المحلي الإجمالي الاسمي للفرد دولار أمريكي          |                  |                                             |
| الناتج المحلي الإجمالي للفرد دولار أمريكي                 | 22.49 ألف        | 15.60 ألف                                   |
| مؤشر التنمية البشرية                                      | 0.666            | 0.724                                       |
| رمز المكالمات الدولي                                      | +66              | +218                                        |
| رمز الإنترنت                                              | .th              | .ly                                         |
| المنطقة الزمنية                                           | ت ع م+07:00      | ت ع م+02:00، توقيت شرق أوروبا               |

## تاريخ
أقام كلا البلدين علاقات دبلوماسية في 16 مارس 1977. وافتتحا السفارة التايلاندية في ليبيا في مارس 2009، مع منطقة تغطي النيجر وتشاد وتونس. السفير التايلاندي الحالي لدى ليبيا هو السيد أوباس شانتاراساب، في حين عينت ليبيا السفارة الفلبينية كممثل لتايلاند.

## العلاقات الإقتصادية
من المرجح أن تنمو التجارة التايلاندية الليبية والعلاقات الاقتصادية وتتوسع. في عام 2008، بلغ إجمالي قيمة التجارة بين البلدين 329.26 مليون دولار أمريكي، بزيادة عن عام 2005 بنحو 17.8 في المائة. يبلغ إجمالي صادرات تايلاند 312.84 مليون دولار أمريكي. تبلغ قيمة إجمالي الواردات حوالي 16.41 مليون دولار أمريكي. تشمل الصادرات الرئيسية في تايلاند المأكولات البحرية المعلبة والمصنعة والسيارات والمعدات والمكونات والملابس الجاهزة والغسالات ومكونات المنتجات المطاطية والثلاجات والثلاجات والمجمدات والمكونات. تشمل المنتجات المستوردة الهامة من ليبيا المواد الكيميائية ومصانع الحديد والصلب والمنتجات النباتية في مجال الطاقة، شاركت شركة PTT لاستكشاف وإنتاج البترول العامة المحدودة في المناقصة للحصول على 4 امتيازات للتنقيب وإنتاج النفط في ليبيا خلال العام 2004-2550، والتي لم يتم اختيارها. ولكن لا يزال مهتما بالمشاركة في المناقصة في المناسبة التالية في العمل، يوجد حاليا حوالي 20000 عامل تايلاندي في ليبيا، معظمهم من العمال الحرفيين وشبه المهرة الذين يعملون في مشاريع الأنهار الاصطناعية (النهر العظيم من صنع الإنسان - GMR)، وأعمال البناء وغيرها من المشاريع الكبيرة. يميل أصحاب العمل في ليبيا إلى الحاجة إلى المزيد من العمال التايلانديين. 1.3 الجوانب الاجتماعية والثقافية دعمت ليبيا مؤسسة مساعدة أيتام النساء المسلمات التايلانديات في تايلاند. في الرعاية الملكية ودعم بناء المبنى الليبي هو مكتب المؤسسة المذكورة. ويستخدم كمبنى مدرسي للشباب المسلم التايلاندي أيضا.

## وصلات خارجية
- موقع وزارة الخارجية التايلندية
- موقع وزارة الخارجية الليبية